# Góra Parkowa (Krynica-Zdrój)
Góra Parkowa (742 m) – szczyt w Paśmie Jaworzyny w Beskidzie Sądeckim, na terenie Krynicy-Zdroju. Jest jednym z głównych terenów rekreacyjnych, spacerowych i sportowych miasta.

## Góra Parkowa jako teren rekreacyjny
Na Górze Parkowej jest sześćdziesięciohektarowy Park Zdrojowy z licznymi ścieżkami spacerowymi i altankami, trzy stawy, ścieżka zdrowia, dwa szlaki turystyczne, tor saneczkowy. Popularnym miejscem wypoczynkowym jest Polana Michasiowa. Na szczyt można wyjechać koleją linowo-terenową wybudowaną w 1937, zarządzaną przez Polskie Koleje Linowe. Była to pierwsza w Polsce kolej linowo-terenowa. Na szczycie punkt widokowy, rajskie zjeżdżalnie, restauracja i wyciąg narciarski przystosowany dla dzieci. Oglądać można również pozostałości po torze saneczkarskim. Na górze rośną licznie gatunki obcego pochodzenia takie jak: daglezja zielona, jodła kaukaska, żywotnik olbrzymi, choina kanadyjska, szydlica japońska, sosna wejmutka czy  sosna wydmowa.

## Tory zjazdowe na Górze Parkowej
W 1929 został oddany do użytku tor saneczkowy, na którym w 1930 rozegrano pierwsze Mistrzostwa Polski. W 1938 na szczycie została wybudowana w miejscu poprzedniej – drewnianej, nowa – żelbetowa wieża rozbiegowa. Wieża była wykorzystywana w celach sportowych do końca lat siedemdziesiątych XX wieku. W latach osiemdziesiątych zawodnicy startowali z nieznacznie niżej położonych części toru saneczkowego – było to spowodowane ewolucją sprzętu. Tor nie był przystosowany do coraz szybszych sanek i w związku z tym, aby zapewnić bezpieczeństwo zawodników w końcowej części toru, zdecydowano się na obniżenie miejsc startów. Po zaprzestaniu użytkowania wieży w celach sportowych, wykorzystano ją do uruchomienia rajskich zjeżdżalni – wielkiej atrakcji dla dzieci. Na Górze Parkowej dwukrotnie rozgrywane były mistrzostwa świata w saneczkarstwie: w 1958 i 1962, a także mistrzostwa Europy w 1935 oraz mistrzostwa Europy juniorów w 1979.
W 2004 r. Urząd Miasta Krynicy-Zdroju ogłosił konkurs na wykonanie dokumentacji projektowej dla budowy „Sztucznego toru bobslejowo-skeletonowo-saneczkowego na Górze Parkowej w Krynicy Zdroju”. W 2006 r. biuro projektowe Perbo Projekt Sp. z o. o. wykonało kompletną pełnobranżową dokumentację projektową obiektu. 12.09.2006 roku w wyniku złożenia wniosku, Starosta Nowosądecki zatwierdził projekt budowlany i wydał pozwolenie na budowę inwestycji. 1 czerwca 2009 roku rozpoczęto budowę sztucznie mrożonego toru saneczkowo-bobslejowo-skeletonowego, która nie doszła do skutku, ze względu na strefę ścisłej ochrony uzdrowiskowej, obejmującej górę oraz zakaz wycinki drzew w tym obszarze.
Całkowita planowana długość toru to 1709 m, a długość od startu do mety miała wynosić 1613 m. Krynicki tor miał być trzecim pod względem długości torem na świecie, po torach w Nagano i St. Moritz. Maksymalną prędkość, jaką mieli rozwijać na nim zawodnicy, szacowano na 135 km/h. Strefa hamowania to 300 m. Tor miał spełniać wszystkie wymogi dotyczące organizacji imprez międzynarodowych. Planowany termin zakończenia prac był przewidziany na listopad 2010. Wskutek protestu przeciwników budowa stanęła w miejscu w 2009. Jesienią tego roku wojewoda małopolski zaskarżył decyzję o budowie toru do sądu administracyjnego w związku z nieprawidłowościami przy sporządzaniu planu zagospodarowania. W maju 2011 Wojewódzki Sąd Administracyjny w Krakowie unieważnił uchwałę o planie. Władze Krynicy-Zdroju złożyły kasację, jednak Naczelny Sąd Administracyjny podtrzymał decyzję WSA.
Na Górze Parkowej znajduje się część starego toru o długości 500 m. Drewniany tor jest lodzony starymi metodami – konieczne do tego są odpowiednio niskie temperatury powietrza w trakcie wykonywania prac (od -3 do – 8 stopni Celsjusza) oraz obfite opady śniegu. Corocznie w okresie od stycznia do końca lutego jest wykorzystywany przez adeptów saneczkarstwa, rozgrywane są na nim zawody Ogólnopolskich Olimpiad Młodzieży w Sportach Zimowych, Mistrzostwa Polski w różnych kategoriach wiekowych, Międzynarodowe Zawody o Puchar Krynicy.

## Szlaki turystyczne
Krynica – Góra Parkowa – Szalone – Bradowiec – Powroźnik
 Krynica – Góra Parkowa – Huzary

## Galeria

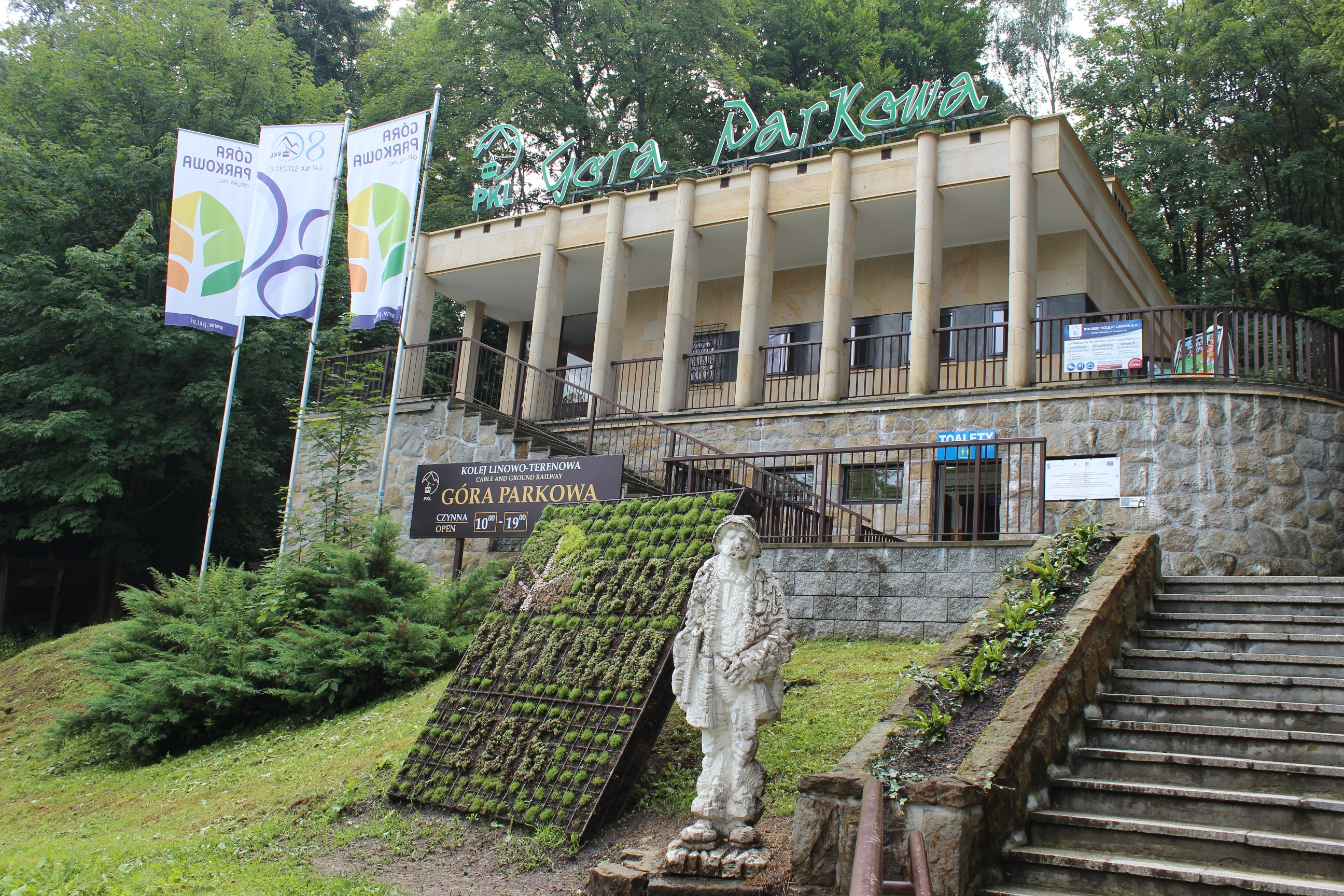
Budynek dolnej stacji kolei
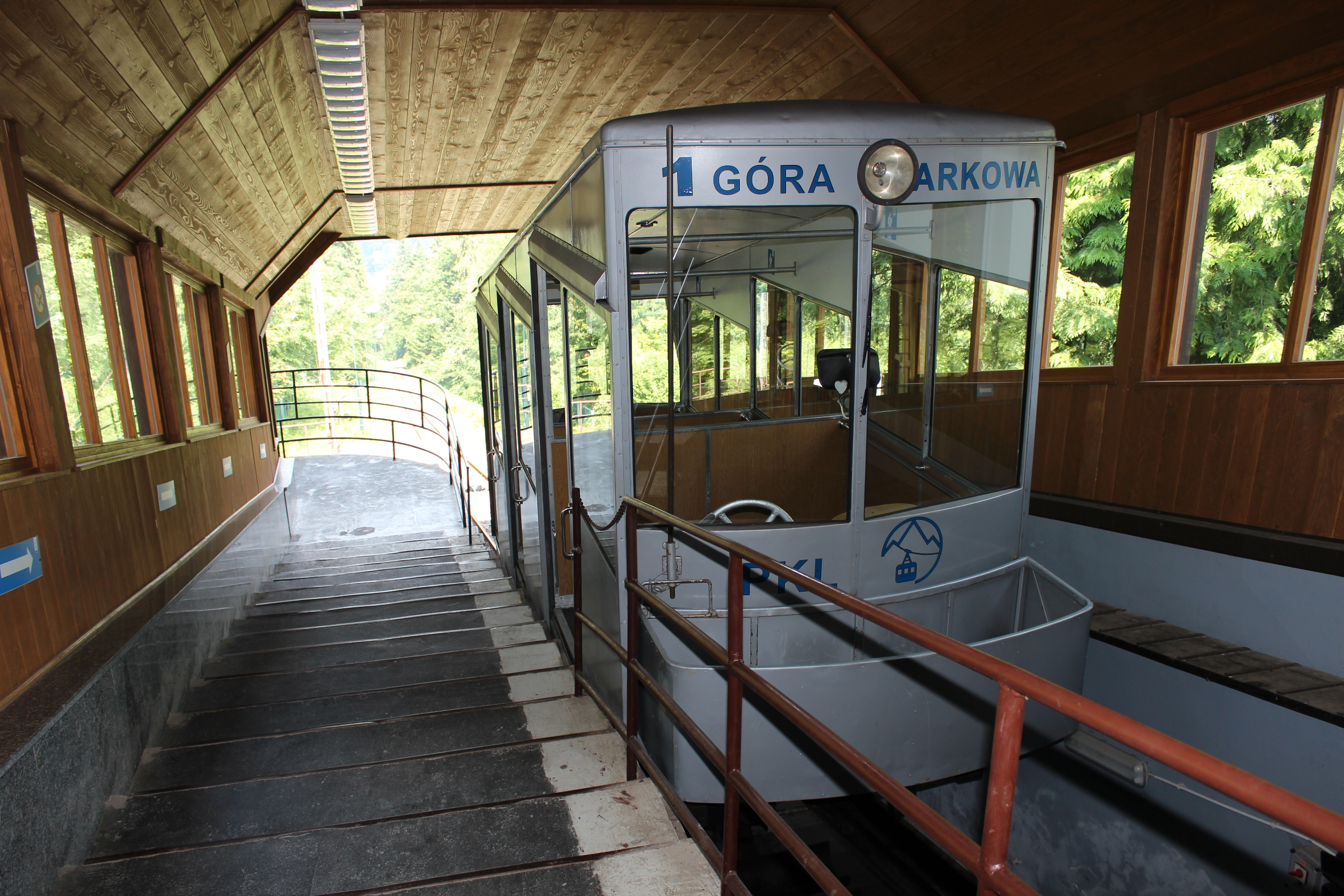
Peron na górnej stacji
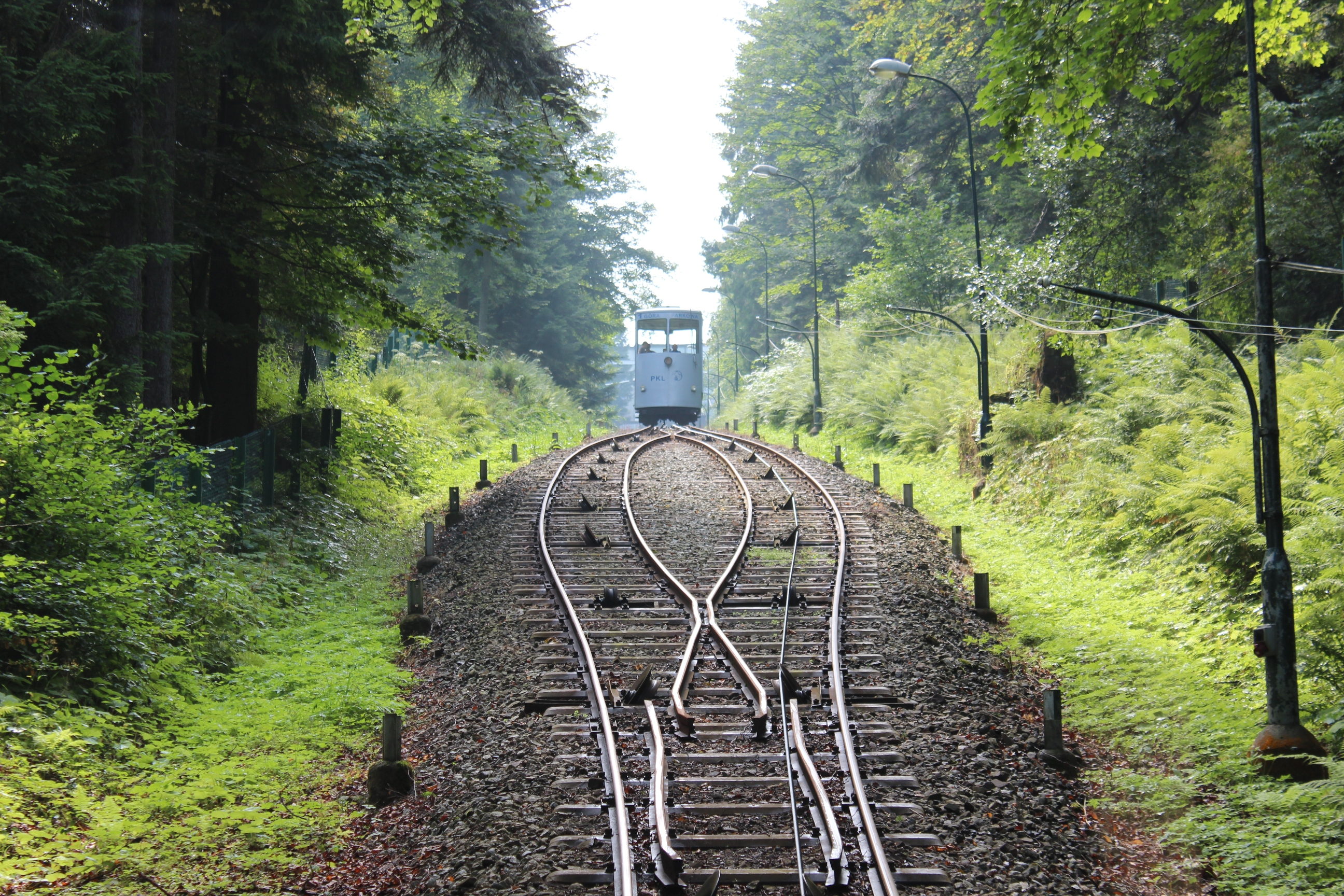
Mijanka kolei w połowie trasy
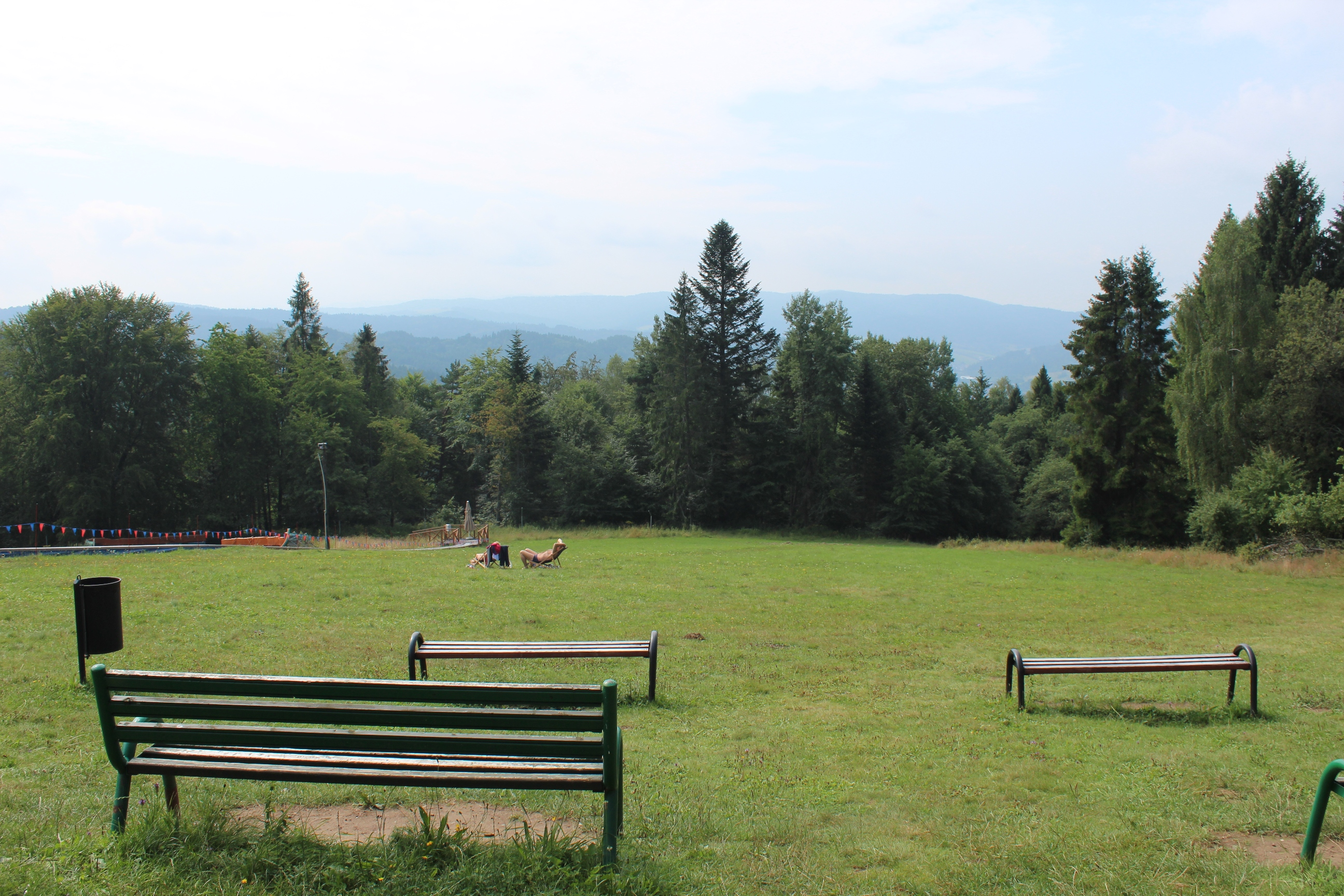
Szczyt Góry Parkowej
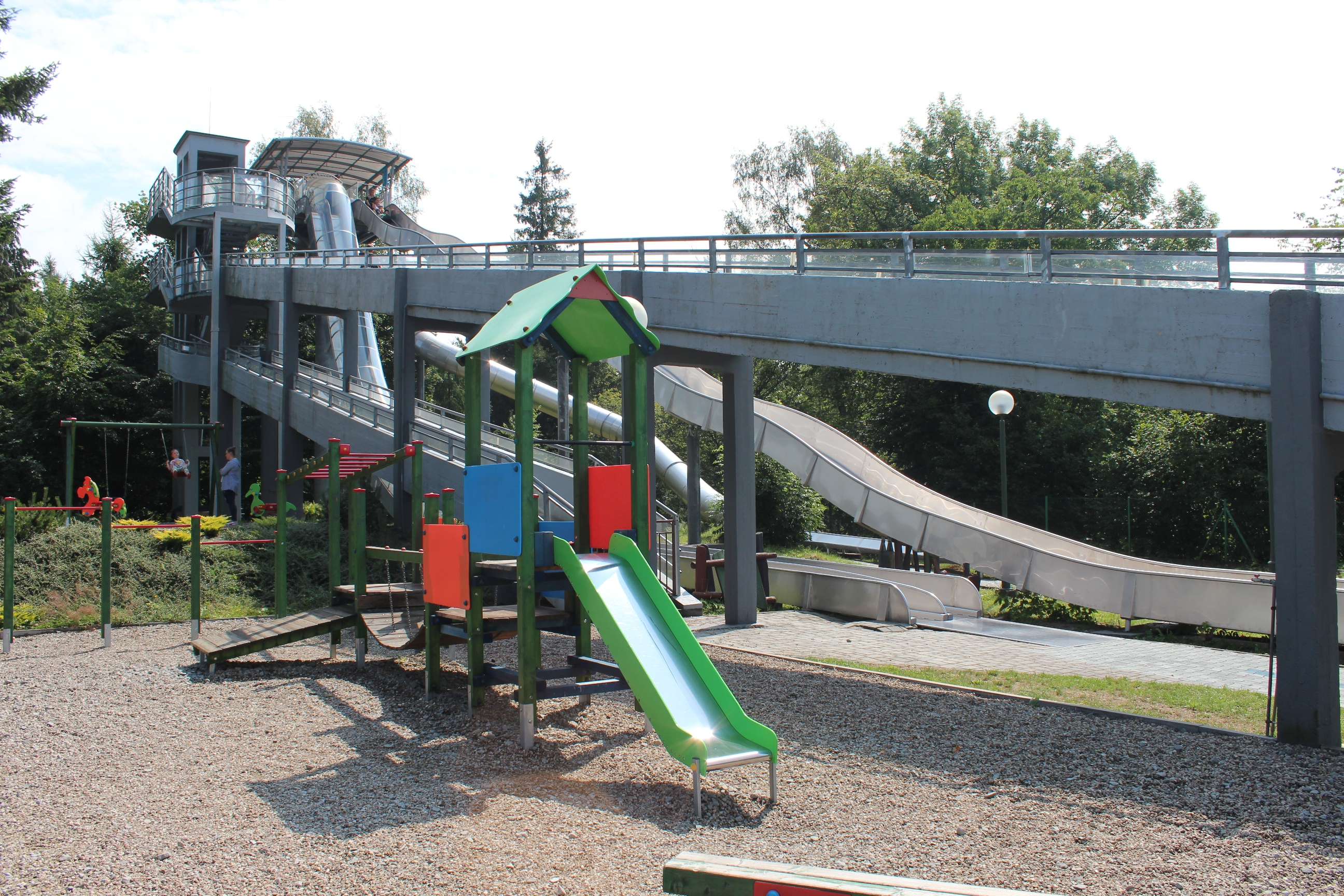
Plac zabaw
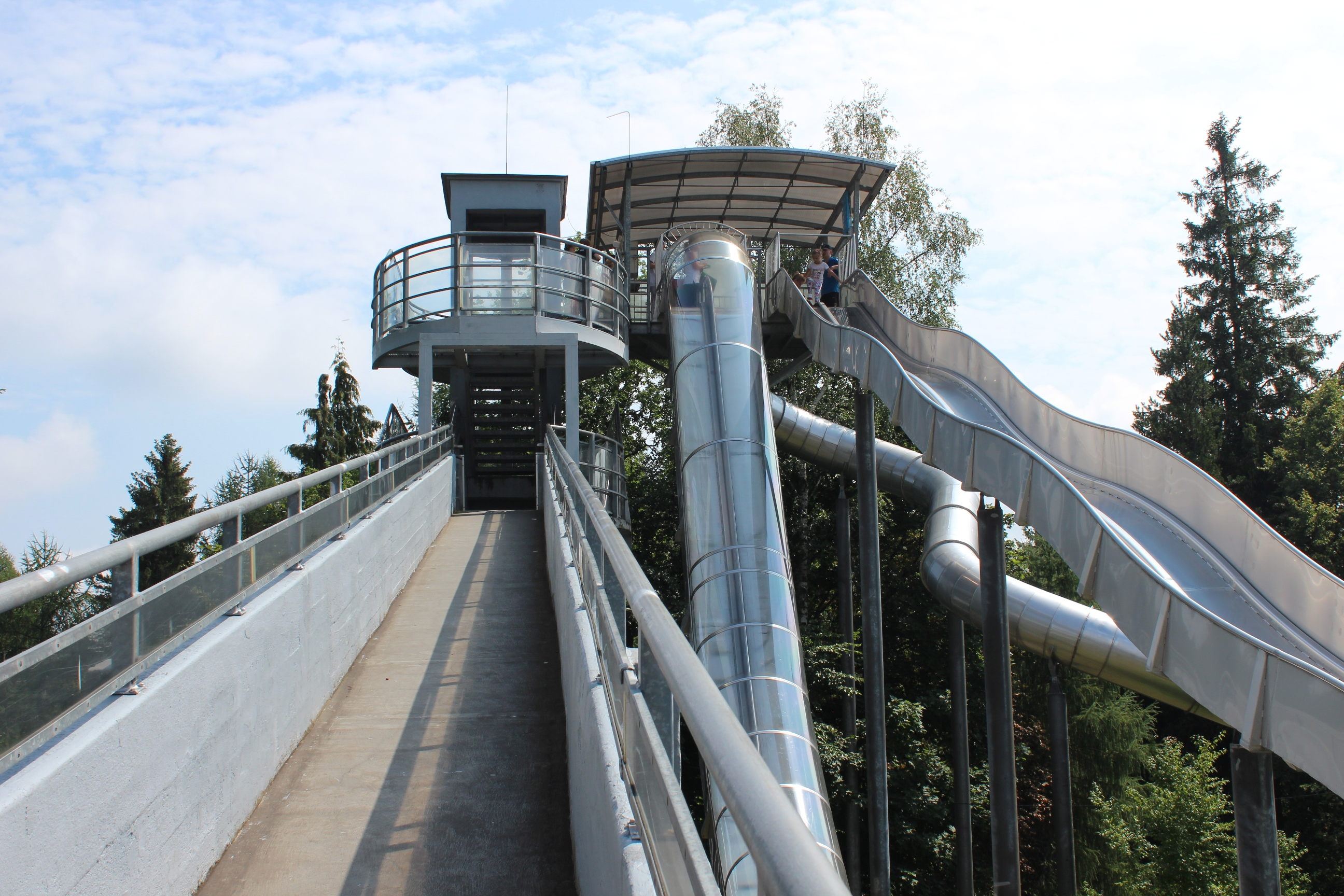
Wieża rozbiegowa dawnego toru saneczkowego i rajskie zjeżdżalnie
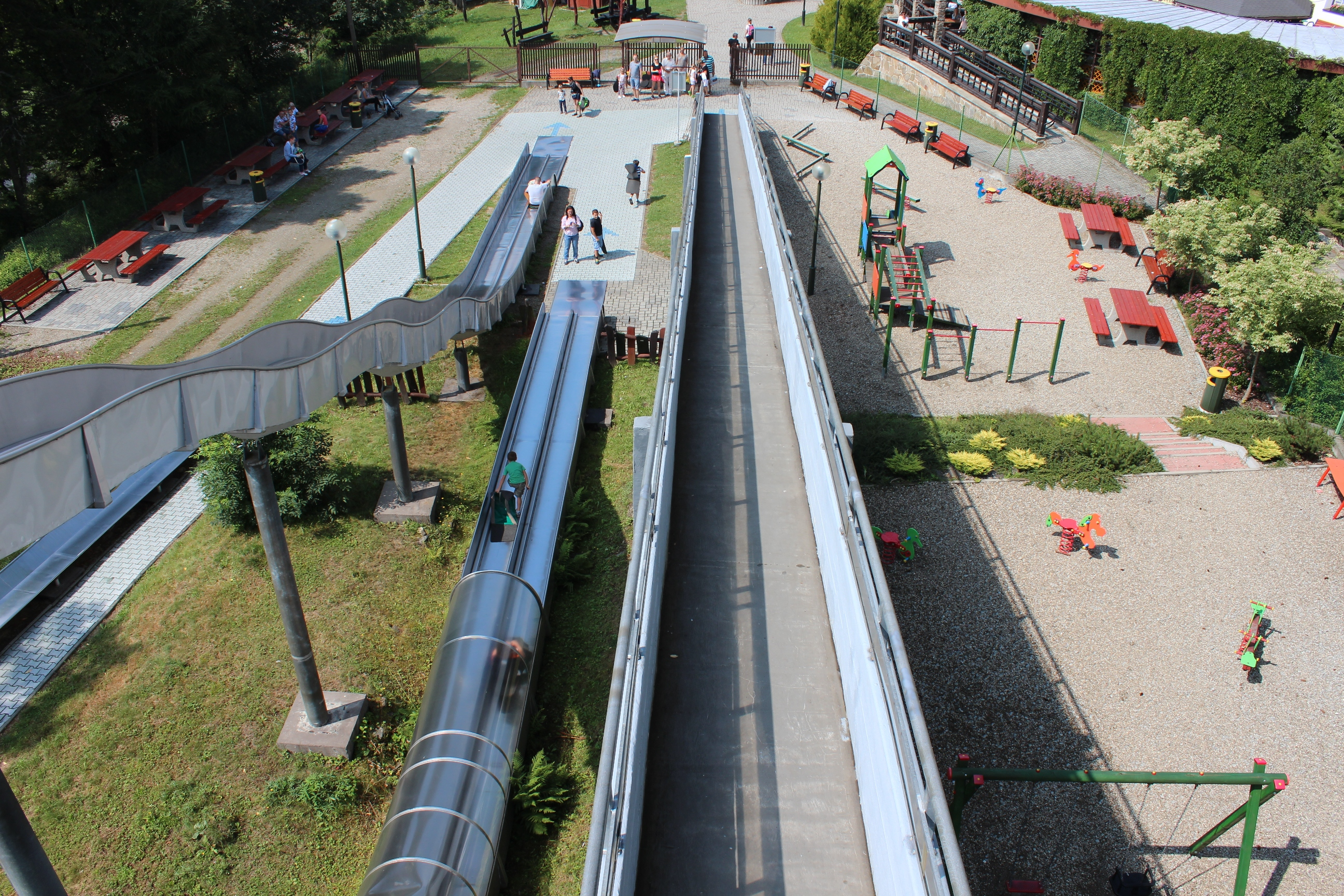
Rajskie zjeżdżalnie, widok z wieży
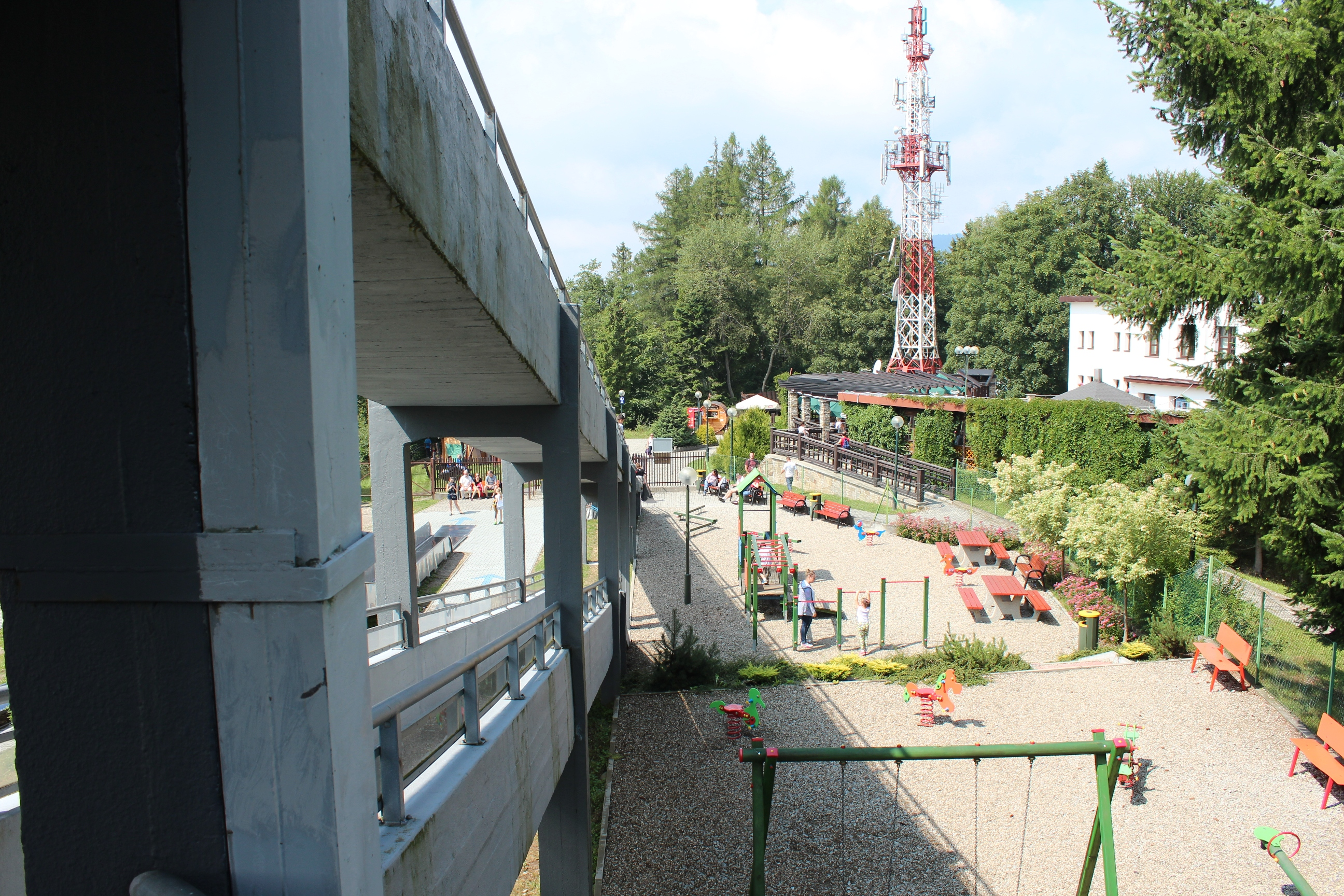
Wieża rozbiegowa
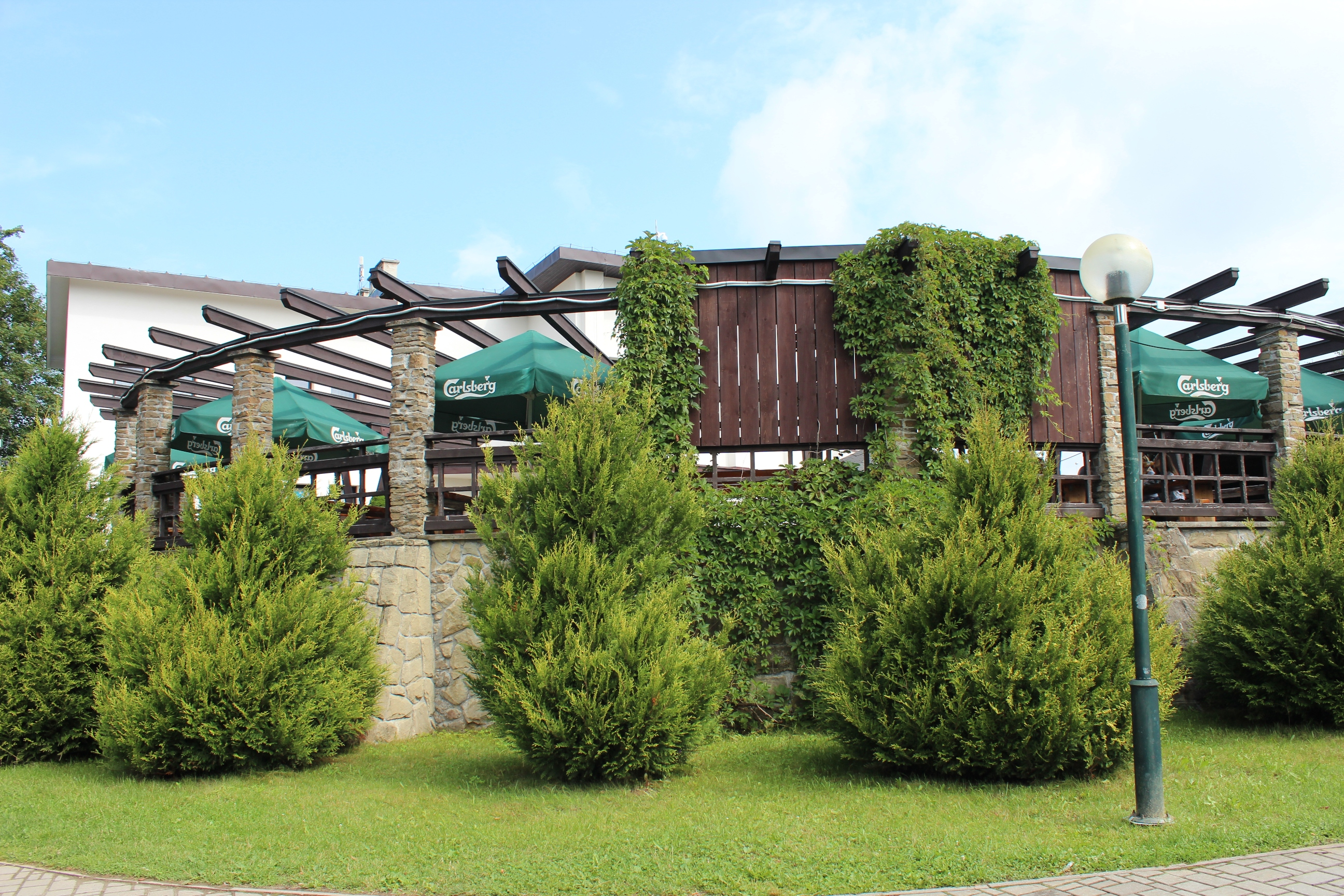
Pergola przy górnej stacji kolei
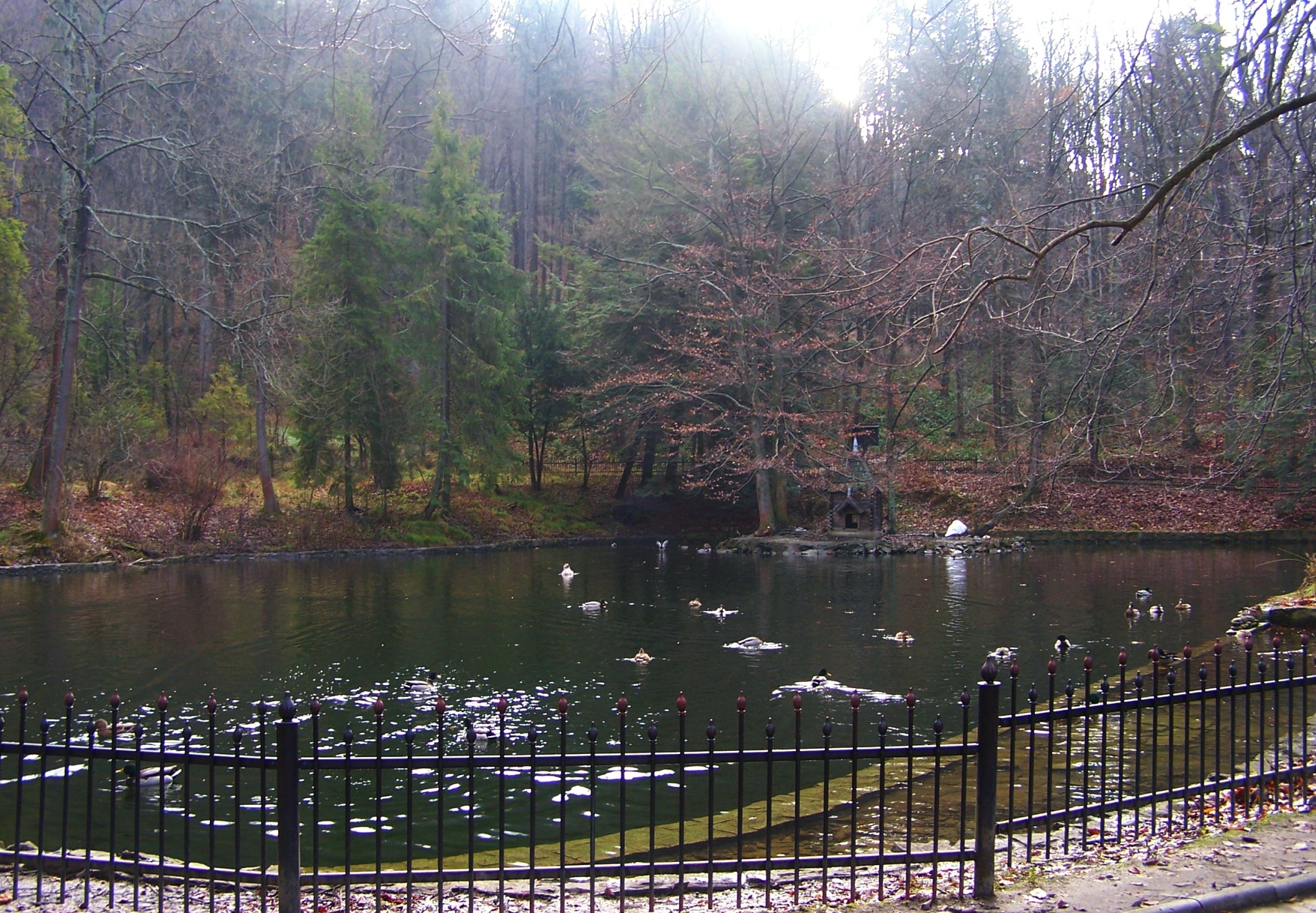
Stawek z łabędziami
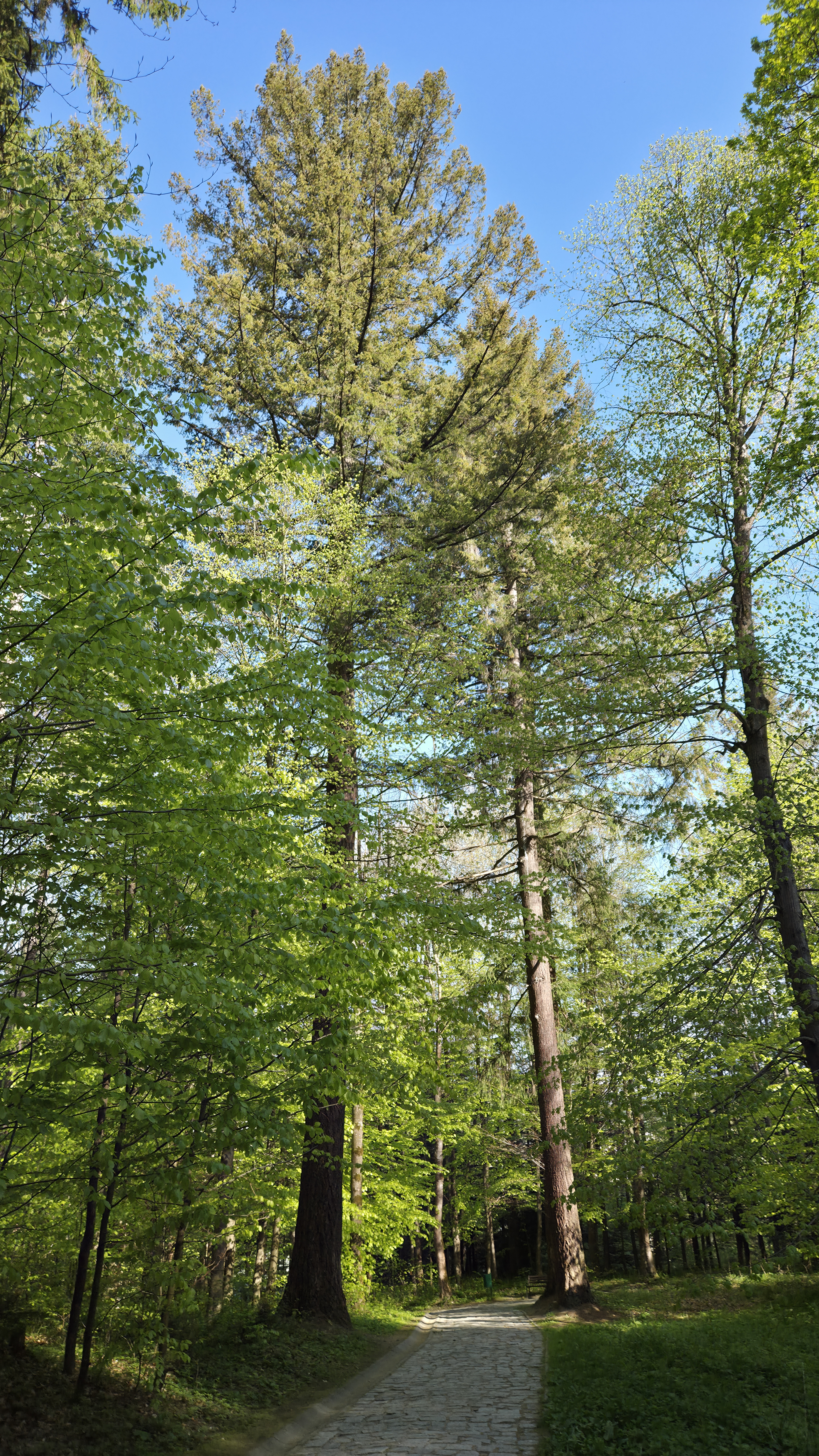
Daglezje zielone w Parku Zdrojowym